# Оситнязька волость (Олександрійський повіт)
Оситнязька волость — адміністративно-територіальна одиниця Олександрійського повіту Херсонської губернії.
Станом на 1886 рік складалася з 14 поселень, 18 сільських громад. Населення — 3846 осіб (1903 чоловічої статі та 1943 — жіночої), 726 дворових господарств.
|                     | Площа, десятин | У тому числі орної, дес. |
| ------------------- | -------------- | ------------------------ |
| Сільських громад    | 3771           | 3278                     |
| Приватної власності | 8424           | 7800                     |
| Казенної власності  | —              | —                        |
| Іншої власності     | 138            | 129                      |
| Загалом             | 12333          | 11207                    |

Найбільші поселення волості:
- Оситняжка — село при річках Інгул та Крутоярка за 50 верст від повітового міста, 1044 особи, 188 дворів, недобудована православна церква.
- Северинівка Велика — село при річці Інгул, 547 осіб, 116 дворів, православна церква.
- Улянівка (Мар'янівка) — село при річці Інгул, 161 особа, 32 двори, православна церква.